# Waterstoniella obvenata
Waterstoniella obvenata är en stekelart som beskrevs av Wiebes 1992. Waterstoniella obvenata ingår i släktet Waterstoniella och familjen fikonsteklar. Inga underarter finns listade i Catalogue of Life.